# 大橋照子
大橋 照子（おおはし てるこ、3月5日 - 、本名：山本 照子）は、フリーアナウンサーである。現在はNPO「日本スピーチ・話し方協会」代表を務めている。

## 経歴・人物
山口県周南市生まれ。東京都立駒場高等学校を経て慶應義塾大学文学部ドイツ文学科在学中にFM東京で番組『ファッション・クラシック』を担当し、卒業後に日本短波放送（ラジオたんぱ、現在の日経ラジオ社、愛称はラジオNIKKEI）へ入社する。
アナウンサーとして公開番組『ヤロウどもメロウどもOh!』などを担当すると、深夜放送とBCLの流行にともないラジオパーソナリティとして「チェリーちゃん」の愛称で人気を博する。シングルレコード「たんぽぽ色の飛行船、素敵な昨日」とLPレコード「さくらんぼ」を発売すると、週刊誌やテレビのドキュメント番組が取材する他、自他共に親衛隊を称する熱心なファンらが大橋本人が公認の下で、通勤時や私事の買い物に荷物を持つなどして同行する姿が散見されている。
後にフリーアナウンサーとしてニッポン放送の『ポップス・ベストテン』、TBSラジオの『ラジオはアメリカン』、日本テレビの『ルックルックこんにちは』、文化放送の『大橋照子のこれでキメましょう!』などに出演する。
この時期、アマチュア無線番組を担当した縁でアマチュア無線技士の資格を取得した。当時のコールサインはJL1GPK。
1985年4月から5年間サンフランシスコに居住し、『ラジオパラダイス』で「アメリカ・アメリカ」の連載、当地で日本語放送の番組に出演するほか小学校でスピーチ教育に携わる。
帰国後はラジオたんぱの『合格いっぽん道』や1990年代後半にTBSラジオの『ラジオはカプチーノ』などAMラジオで番組を担当し、現在はラジオNIKKEIで長岡一也と共に『私の書いたポエム』を30年以上担当するほかに、ニコニコチャンネルの「ラジオNIKKEIちゃんねる」で『大橋照子のドキドキラジオ』を担当している。後にTBSテレビでドラマ化される『少しは、恩返しができたかな』を2005年に自ら企画して取材と執筆している。2009年から松島湾遊覧船の松島ベイクルーズで観光案内の録音アナウンスを日本語と英語ともに担当するほかに、会津乗合自動車や成田空港からのリムジンバスや中央高速バスなどのバス車内と、鉄道駅の案内アナウンスも手掛けている。

## 現在の活動
現在は「NPO日本スピーチ・話し方協会」代表理事として「スピーチ教育」と、ボランティアグループ「一歩一歩の会」代表として小児科病棟や老人ホームなどで朗読ボランティアをするほか、「大橋照子アナの話し方教室」を開講している。

## 現在の出演番組
- 「大橋照子のドキドキラジオ」 - 番組公式サイトで配信。有料会員制[注釈 1]
- 「私の書いたポエム」（ラジオNIKKEI）[1]

## 過去の出演番組

### 日本短波放送（ラジオたんぱ）時代
- 「ギャング・パーク」[1]
- 「ヤロウどもメロウどもOh!」[1]
- 「ミュージック・アルバム」
- 「ミュージック・アラカルト」
- 「ふれあいスタジオ」
- 「子門と照子のQSOジョッキー」
- 「中央競馬実況中継」

### フリー後
- 「ポップス・ベストテン」（ニッポン放送）
- 「トップに聞く」（テレビ東京）
- 「ラジオはアメリカン」（TBSラジオ）[1]
- 「ルックルックこんにちは」（日本テレビ）
- 「ジャパンタウンからラジオでこんにちは」（ラジオ毎日）アメリカ在住時
- 「ラジオはカプチーノ」（TBSラジオ）
- 「大橋照子のこれでキメましょう!」（文化放送）
- 「大橋照子のしゃべりバビデブー」（文化放送）
- 「ラブラブねこちゃん」
- 「城をたずねて」
- 「ローカル列車で行く」（テレビ神奈川）
- 「いのししのはなし」「ねずみのはなし」（オスカ制作）他

## 書籍
- 「大橋照子のヤロウどもメロウどもOH!!」（1977年 ペップ出版)
- 「愛の風は風力3―えぐれ・獅子舞・チェリーです」（1977年7月 祥伝社）
- 「ベスト・ライフ―新しいあなたへの出発」 M.ニューマン 著、B.バーコウィッツ 著（1978年2月 徳間書店） - 日本語訳を担当
- 「すてきな昨日―チェリーのさわやかメッセージ」（1978年6月 学研プラス）
- 「リスナーへの手紙―ひとりぼっちのあなたと」（1978年11月 青也書店）
- 『チェリーちゃんとアインシュタインぼうや』いんなあとりっぷ社、1981年12月1日。
- 『80%の愛と哀しみと』PHP研究所、1982年3月11日。
- 「みんな正気です―大橋照子のラジオはアメリカン リスナーズ・ジョーク集」（1985年3月 日之出出版）
- 「子供は東大へ入れる!!―新教育ママの受験作戦」 渡辺千枝子との共編（2004年7月 データハウス）
- 「少しは、恩返しができたかな」北原美貴子 著（2005年1月21日 講談社） - 取材と執筆を行う。TBSテレビにてドラマ化
- 「大橋照子の話し方教室」（2009年8月26日 日本経済新聞出版社）

## 活字媒体への登場
- 「普段から心を込めて」（読売新聞夕刊　東京本社版）2011年10月8日